# Molophilus albireo
Molophilus albireo là một loài ruồi trong họ Limoniidae. Chúng phân bố ở miền Cổ bắc.